# Vitali Prochorov
Vitali Vladimirovitsj Prochorov (Russisch: Виталий Владимирович Прохоров) (Moskou, 25 december 1966) is een Sovjet-Russisch ijshockeyer.
Prochorov won tijdens de Olympische Winterspelen 1992 de gouden medaille met het Gezamenlijk team.
Prochorov speelde ook voor de St. Louis Blues in de NHL.